# Княжа (річка)
Княжа — річка  в Україні, у Звенигородському  районі Черкаської області. Права притока Шполки  (басейн Південного  Бугу).

## Опис
Довжина річки приблизно 11,4 км.

## Розташування
Бере  початок у селі Княжа. Тече переважно на південний захід і у Стецівці впадає у річку Шполку, ліву притоку Гнилого Тікичу. 
Річку перетинає автомобільна дорога Н16.